# Cyperus concinnus
Cyperus concinnus är en halvgräsart som beskrevs av Robert Brown. Cyperus concinnus ingår i släktet papyrusar, och familjen halvgräs. Inga underarter finns listade i Catalogue of Life.